# Pornóapáti, Vas
Pornóapáti (în germană Pernau) este un sat în districtul Szombathely, județul Vas, Ungaria, având o populație de 372 de locuitori (2011). 

## Demografie
Componența etnică a satului Pornóapáti
     Maghiari (64,34%)
     Germani (33,07%)
     Necunoscut (1,79%)
     Croați (0,8%)
     Alții (1,79%)
Componența confesională a satului Pornóapáti
     Romano-catolici (72,04%)
     Ortodocși (2,15%)
     Reformați (2,15%)
     Fără religie (1,34%)
     Necunoscută (22,31%)
Conform recensământului din 2011, satul Pornóapáti avea 372 de locuitori. Din punct de vedere etnic, majoritatea locuitorilor (64,34%) erau maghiari, cu o minoritate de germani (33,07%). Apartenența etnică nu este cunoscută în cazul a 1,79% din locuitori.  Din punct de vedere confesional, majoritatea locuitorilor (72,04%) erau romano-catolici, existând și minorități de reformați (2,15%), ortodocși (2,15%) și persoane fără religie (1,34%). Pentru 22,31% din locuitori nu este cunoscută apartenența confesională.